# José Antônio Correia da Câmara
José Antônio Correia da Câmara, 2º Visconde de Pelotas, (Porto Alegre, 17 de fevereiro de 1824 — Rio de Janeiro, 18 de agosto de 1893) foi um nobre, militar e político brasileiro.
Filho do Comendador José Antônio Fernandes de Lima e de Flora Correia da Câmara, era neto materno do primeiro visconde de Pelotas .
Sentou praça em 15 de setembro de 1839, no 3° regimento de cavalaria, marchando no mesmo dia para combater os revolucionários farroupilhas. Também tomou parte na Guerra contra Rosas, sob as ordens do tenente-general Manuel Marques de Sousa.

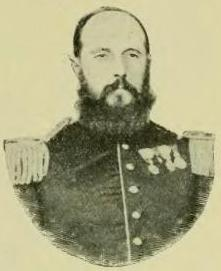
Visconde de Pelotas.

Casou em 1851 com sua sobrinha Maria Rita Fernandes Pinheiro (1829 - 1914), filha do visconde de São Leopoldo, fixando residência no Solar dos Câmara, em Porto Alegre. Tiveram cinco filhos.
Na guerra contra Aguirre, em 1864, apesar de ser de cavalaria, foi voluntário para participar do cerco de Paysandú, Uruguai.
Herói da guerra do Paraguai, ajudou na retomada de Uruguaiana e participou das batalhas de Curuzu, Curupaiti, Avaí e Campo Grande, entre outras. Sua bravura nos combates de Avaí lhe renderam promoção a Brigadeiro. Foram suas as tropas que atacaram o último acampamento paraguaio, em Cerro Corá, onde Solano López foi ferido e depois baleado nas barrancas do arroio Aquidabã. Dele partiu a ordem de rendição ao ditador paraguaio, respondida com o lúgubre:"Muero con mi pátria!". Promovido a Marechal em 1870, logo depois da guerra, em reconhecimento aos seu serviços foi agraciado com o título nobiliárquico de visconde de Pelotas.

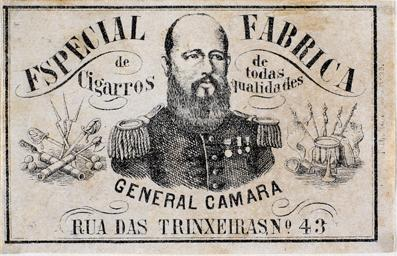
Rótulo de cigarro em homenagem ao General Câmara.

Foi ministro da Guerra, conselheiro de guerra, senador do Império do Brasil, pelo Partido Liberal de 1880 a 1889 (ver Gabinete Saraiva de 1880).
Foi nomeado primeiro governador do Rio Grande do Sul após a proclamação da República Brasileira e condecorado no ano seguinte como Marechal Câmara. Permaneceu somente 3 meses no governo devido aos desentendimentos entre membros do Partido Liberal e Partido Republicano.
Seu neto e biógrafo, Rinaldo Pereira da Câmara, escreveu o livro "O Marechal Câmara", em três volumes, descrevendo a vida do visconde de Pelotas.